# Ojos Azules
Ojos Azules - stosunkowo nowa rasa kota charakteryzująca się ciemnymi, niebieskimi oczami. 
Koty z ciemnymi, niebieskimi oczami zostały odkryte w Nowym Meksyku wśród dzikiej populacji kotów. Pierwszy odkryty kot był maści tortoiseshell (trójkolorowy), nazwano go Cornflower, został znaleziony w 1984 roku. Nowo odkryta rasa została nazwana Ojos Azules (hiszp. Niebieskie Oczy). Zazwyczaj niebieskie oczy występują u kotów białych, ta rasa jest wyjątkiem - u Ojos Azules błękitne oczy występują u kotów każdej maści. W związku z tym kotów tej rasy nie można rozpoznać po umaszczeniu, ich jedynym znakiem rozpoznawczym jest niecodzienny kolor oczu. 
Hodowana ze względu na wyjątkowy kolor oczu rasa jest bardzo rzadka. W 1992 roku znanych było tylko dziesięć osobników. Rasa nie ma żadnych standardów wyglądu - za Ojos Azules uznaje się wyłącznie koty o ciemnych niebieskich oczach. Białe Ojos Azules mają tendencję do zezowania i głuchoty, dlatego są eliminowane z hodowli. Wśród mieszańców Ojos Azules często występują koty o dwukolorowych oczach (jednym niebieskim, drugim innego koloru).